# Genomgångston
Genomgångston är en av de obetonade dissonanserna.

## Händelseförlopp
1. På en relativt betonad taktdel föreligger en konsonans mellan en viss stämma och en annan.
2. På en relativt obetonad taktdel rör sig stämman stegvis uppåt (eller nedåt). Dissonans uppstår mot någon annan ton.
3. På en relativt betonad taktdel rör sig stämman ytterligare åt samma håll som tidigare. Konsonans uppstår.